# Rinja (Mohački kotar, Mađarska)
Rinja (mađ. Riha) je selo u južnoj Mađarskoj.

## Zemljopisni položaj
Nalazi se na 46° sjeverne zemljopisne širine i 18°45' istočne zemljopisne dužine, istočno od Mohača i Dunava. U neposrednoj blizini se nalazi jezerce srpastog oblika Rinja, koje okružuje selo sa zapada, sjevera i istoka. Uža Kalinjača se nalazi 2,5 km jugoistočno, Sáros je 1,5 km jugozapadno, Novi Mohač je 2,5 km zapadno, Papkert je 3,5 km sjeverozapadno, Gornja Kanda (Felsőkanda) je 3,5 km sjeverno-sjeverozapadno, Šar (Sárhát) je 3 km sjeveroistočno, a Trnovac/Pustara (Szabadságpuszta) je 6 km istočno.

## Upravna organizacija
Upravno pripada Mohačkoj mikroregiji u Baranjskoj županiji. Poštanski broj je 7714 (drukčiji broj od sela kojem pripada, Kalinjače, koja ima broj 7716).
1952. je upravnom reorganizacijom izdvojeno iz grada Mohača, kojem je do tada pripadalo i pripojeno Kalinjači (Vomrudu).

## Stanovništvo
U Rinji živi 78 stanovnika (2002.). 

## Vanjske poveznice
- Rinja na fallingrain.com